# Campeonato Mundial de Piragüismo en Aguas Tranquilas de 1997
El XXVIII Campeonato Mundial de Piragüismo en Aguas Tranquilas se celebró en Dartmouth (Canadá) entre el 20 y el 24 de agosto de 1997 bajo la organización de la Federación Internacional de Piragüismo (ICF) y la Federación Canadiense de Piragüismo.
Las competiciones se realizaron en el canal de piragüismo ubicado en el lago Banook, al este de la ciudad canadiense.

## Medallistas

### Masculino
| Evento                   | Oro                                                                                     | Plata                                                                                | Bronce                                                                              |
| ------------------------ | --------------------------------------------------------------------------------------- | ------------------------------------------------------------------------------------ | ----------------------------------------------------------------------------------- |
| K1 200 m                 | Vince Fehérvári · Hungría                                                               | Grzegorz Kotowicz · Polonia                                                          | Olexi Slivinski · Ucrania                                                           |
| K2 200 m                 | Vince Fehérvári · Róbert Hegedűs · Hungría                                              | Beniamino Bonomi · Paolo Tommasini · Italia                                          | Henrik Andersson · Henrik Nilsson · Suecia                                          |
| K4 200 m                 | Anatoli Tishchenko · Oleg Gorobi · Serguei Verlin · Alexandr Ivanik · Rusia             | Vince Fehérvári · Krisztián Bártfai · Gábor Horváth · Róbert Hegedűs · Hungría       | Torsten Gutsche · Mark Zabel · Jan Günther · Björn Bach · Alemania                  |
| K1 500 m                 | Botond Storcz · Hungría                                                                 | Grzegorz Kotowicz · Polonia                                                          | Antonio Rossi · Italia                                                              |
| K2 500 m                 | Andrew Trim Daniel Collins Australia                                                    | Beniamino Bonomi · Luca Negri · Italia                                               | Krisztián Bártfai · Gábor Horváth · Hungría                                         |
| K4 500 m                 | Zoltán Kammerer · Botond Storcz · Ákos Vereckei · Róbert Hegedűs · Hungría              | Torsten Gutsche · Mark Zabel · Jan Günther · Björn Bach · Alemania                   | Henrik Andersson · Nils-Erik Jonsson · Anders Svensson · Henrik Nilsson · Suecia    |
| K1 1000 m                | Botond Storcz · Hungría                                                                 | Beniamino Bonomi · Italia                                                            | Knut Holmann · Noruega                                                              |
| K2 1000 m                | Antonio Rossi · Luca Negri · Italia                                                     | Jesper Staal Thomas Jakobsen Dinamarca                                               | Grzegorz Kotowicz · Dariusz Białkowski · Polonia                                    |
| K4 1000 m                | Torsten Gutsche · Mark Zabel · Stefan Ulm · Björn Bach · Alemania                       | Botond Storcz · Zoltán Antal · Gábor Szabó · Márton Bauer · Hungría                  | Ross Chaffer Brian Morton Peter Scott Adam Dean Australia                           |
| C1 200 m                 | Béla Belicza · Hungría                                                                  | Martin Doktor · República Checa                                                      | Mijail Slivinski · Ucrania                                                          |
| C2 200 m                 | Thomas Zereske · Christian Gille · Alemania                                             | Pavel Konovalov · Vladimir Ladosha · Rusia                                           | Petr Fuksa · Pavel Bednář · República Checa                                         |
| C4 200 m                 | Alexandr Maseikov · Andrei Beliayev · Anatoli Reneiski · Vladimir Merinov · Bielorrusia | György Kolonics · Csaba Horváth · Ervin Hoffmann · Béla Belicza · Hungría            | Petr Procházka · Tomáš Křivánek · Petr Fuksa · Pavel Bednář · República Checa       |
| C1 500 m                 | Martin Doktor · República Checa                                                         | Béla Belicza · Hungría                                                               | Mijail Slivinski · Ucrania                                                          |
| C2 500 m                 | György Kolonics · Csaba Horváth · Hungría                                               | Daniel Jędraszko · Paweł Baraszkiewicz · Polonia                                     | Thomas Zereske · Christian Gille · Alemania                                         |
| C4 500 m                 | György Kolonics · Csaba Horváth · Csaba Hüttner · László Szuszkó · Hungría              | Marcel Glăvan · Cosmin Pașca · Antonel Borșan · Florin Popescu · Rumania             | Serguei Chemerov · Andrei Kabanov · Vladislav Polzunov · Alexandr Kostoglod · Rusia |
| C1 1000 m                | Andreas Dittmer · Alemania                                                              | Martin Doktor · República Checa                                                      | Béla Belicza · Hungría                                                              |
| C2 1000 m                | Gunar Kirchbach · Matthias Röder · Alemania                                             | György Kolonics · Csaba Horváth · Hungría                                            | Andrew Train Stephen Train Reino Unido                                              |
| C4 1000 m Antonel Borșan | Marcel Glăvan · Cosmin Pașca · Antonel Borşan · Florin Popescu · Rumania                | Konstantin Fomichov · Maxim Opalev · Vladislav Polzunov · Alexandr Kostoglod · Rusia | Daniel Jędraszko · Paweł Baraszkiewicz · Piotr Midloch · Paweł Midloch · Polonia    |

### Femenino
| Evento    | Oro                                                                        | Plata                                                                        | Bronce                                                                                               |
| --------- | -------------------------------------------------------------------------- | ---------------------------------------------------------------------------- | --- |
| K1 200 m  | Caroline Brunet · Canadá                                                   | Josefa Idem · Italia                                                         | Jacqui Mengler Australia                                                                             |
| K2 200 m  | Birgit Fischer · Anett Schuck · Alemania                                   | Izabela Dylewska · Elżbieta Urbańczyk · Polonia                              | Natalia Guli · Yelena Tissina · Rusia                                                                |
| K4 200 m  | Birgit Fischer · Anett Schuck · Manuela Mucke · Katrin Wagner · Alemania   | Karen Furneaux · Corrina Kennedy · Danica Rice · Marie-Josée Gibeau · Canadá | Anna Karlsson · Ingela Ericsson · Maria Haglund · Susanne Rosenqvist · Suecia                        |
| K1 500 m  | Caroline Brunet · Canadá                                                   | Josefa Idem · Italia                                                         | Ursula Profanter · Austria                                                                           |
| K2 500 m  | Birgit Fischer · Anett Schuck · Alemania                                   | Anna Wood Katrin Borchert Australia                                          | Beatriz Manchón Portillo · Izaskun Aramburu Balda · España                                           |
| K4 500 m  | Birgit Fischer · Anett Schuck · Katrin Kieseler · Katrin Wagner · Alemania | Kinga Dékány · Szilvia Szabó · Andrea Barócsi · Katalin Kovács · Hungría     | Beatriz Manchón Portillo · Izaskun Aramburu Balda · Belén Sánchez Jiménez · Ana María Penas · España |
| K1 1000 m | Caroline Brunet · Canadá                                                   | Josefa Idem · Italia                                                         | Ursula Profanter · Austria                                                                           |
| K2 1000 m | Birgit Fischer · Marcela Bednar · Alemania                                 | Anna Wood Katrin Borchert Australia                                          | Izabela Dylewska · Elżbieta Urbańczyk · Polonia                                                      |

## Medallero
| Núm. | País            | Oro | Plata | Bronce | Total |
| ---- | --------------- | --- | ----- | ------ | ----- |
| 1    | Alemania        | 9   | 1     | 2      | 12    |
| 2    | Hungría         | 8   | 6     | 2      | 16    |
| 3    | Canadá          | 3   | 1     | 0      | 4     |
| 4    | Italia          | 1   | 6     | 1      | 8     |
| 5    | Australia       | 1   | 2     | 2      | 5     |
| 5    | República Checa | 1   | 2     | 2      | 5     |
| 5    | Rusia           | 1   | 2     | 2      | 5     |
| 8    | Rumania         | 1   | 1     | 0      | 2     |
| 9    | Bielorrusia     | 1   | 0     | 0      | 1     |
| 10   | Polonia         | 0   | 4     | 3      | 7     |
| 11   | Dinamarca       | 0   | 1     | 0      | 1     |
| 12   | Suecia          | 0   | 0     | 3      | 3     |
| 12   | Ucrania         | 0   | 0     | 3      | 3     |
| 14   | Austria         | 0   | 0     | 2      | 2     |
| 14   | España          | 0   | 0     | 2      | 2     |
| 16   | Noruega         | 0   | 0     | 1      | 1     |
| 16   | Reino Unido     | 0   | 0     | 1      | 1     |
|      | TOTAL           | 26  | 26    | 26     | 78    |